# Szymon Platner

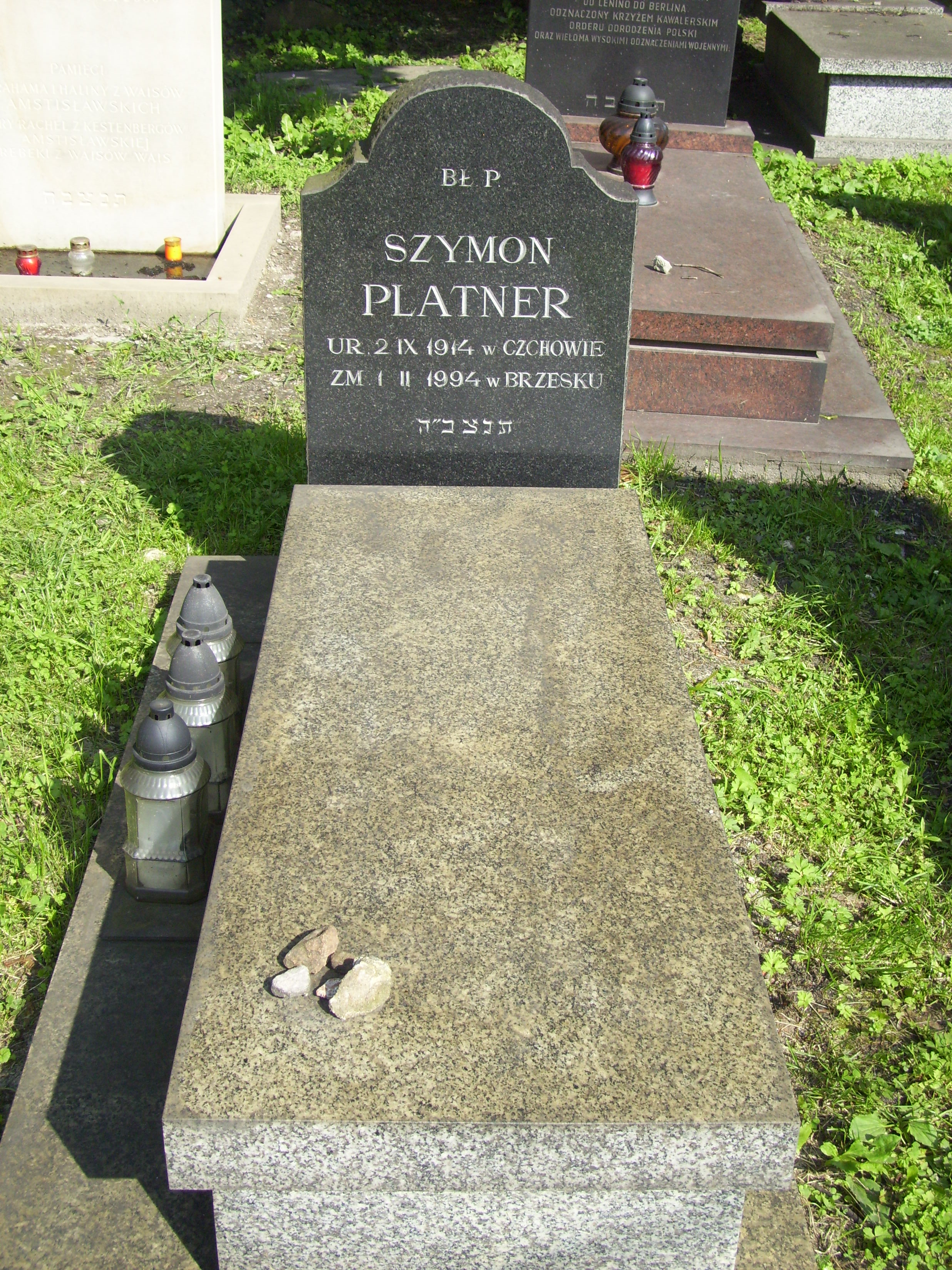
Grób Szymona Platnera na nowym cmentarzu żydowskim w Krakowie

Szymon Platner (ur. 2 września 1914 w Czchowie, zm. 1 lutego 1994 w Brzesku) – ostatni żydowski mieszkaniec Brzeska, opiekun tamtejszego cmentarza żydowskiego.
Pochowany jest na nowym cmentarzu żydowskim przy  ulicy Miodowej w Krakowie.